# 대한민국-튀니지 관계
대한민국-튀니지 관계(아랍어: العلاقات بين جمهورية كوريا وتونس)는 대한민국과 튀니지의 양자 관계이다. 양국은 1969년 수교 이후 각국의 수도에 대사관을 운영 중에 있다. 한국국제협력단은 튀니지에 원조를 제공하고 있으며 공공조달 시스템 시범 구축 및 확대 사업을 실행한 적이 있다. 또한 튀니지는 전자정부 분야에서 한국과 협력하고 있다.

## 같이 보기
- 대한민국의 대외 관계
- 튀니지의 대외 관계